# Porto Maravilha
El Proyecto Porto Maravilha es el resultado de una Operación Urbana Consorciada (OUC) destinada a la revitalización urbana de la Región Portuaria de la ciudad de Río de Janeiro, Brasil. La OUC fue creada por la Ley Municipal 101 del 2009. Las OUC son intervenciones puntuales realizadas por el gobierno municipal con la participación de la iniciativa privada (empresas prestadoras de servicios públicos, vecinos y usuarios) que buscan transformaciones urbanas estructurales, mejoras sociales y valorización ambiental. Con un plazo de ejecución de 30 años y un coste total estimado de 8 billones de reales, el proyecto consiste en la revitalización de la llamada Área de Especial Interés Urbano (AEIU) de la Zona del Puerto de Río, que comprende 5 millones de metros cuadrados de la Región Portuaria de Río de Janeiro, con los límites de Avenida Presidente Vargas, Rodrigues Alves, Rio Branco y Francisco Bicalho, abarcando parte de los barrios de Caju, Gamboa, Saúde, Santo Cristo y parte del centro de la ciudad..
El proyecto será ejecutado por el consorcio "Porto Novo", que es un grupo formado por las empresas Odebrecht (hoy Novonor), OAS y Carioca Engenharia con incentivos de los Gobiernos Federal y Estadual, trabajando bajo la coordinación de la Compañía de Desarrollo Urbano de la Región del Puerto de Río de Janeiro (CDURP).
El objetivo declarado del proyecto era preparar la región para la Copa Mundial de Fútbol de 2014 y los Juegos Olímpicos de Verano de 2016, así como desarrollarla económicamente y crear nuevas oportunidades de empleo, vivienda, transporte, cultura y ocio para la población local.
Basado en principios de sostenibilidad, el programa básico consiste en reurbanizar carreteras, restaurar y ampliar infraestructuras, implantar un vehículo ferroviario ligero (LRV), construir túneles, así como instalar mobiliario urbano y redes de ciclovías. El proyecto Porto Maravilha también mejorará el patrimonio histórico y promoverá el desarrollo social y económico de la región. El Museo de Arte de Río (MAR) y el Museo del Mañana se construirán en colaboración con la Fundación Roberto Marinho, ejemplos de gran impacto cultural en la región.
Junto con la transformación del área de 5 millones de metros cuadrados viene la tarea de preservar la identidad y las características de esta región. El proyecto pretende mejorar la calidad de vida de los residentes de la región a través de la reurbanización. Juntos, los programas Porto Maravilha Ciudadano y Porto Maravilha Cultural complementan la operación urbana, demostrando que es factible recuperar espacios urbanos degradados para construir una ciudad que respete la cultura, la historia y el medio ambiente y que sea cada vez más justa para todos sus ciudadanos.